# NGC 5085
NGC 5085 is een spiraalvormig sterrenstelsel in het sterrenbeeld Waterslang. Het hemelobject werd op 26 maart 1789 ontdekt door de Duits-Britse astronoom William Herschel.

## Synoniemen
- ESO 508-50
- MCG -4-32-5
- UGCA 349
- AM 1317-241
- IRAS13175-2410
- PGC 46531